# Joël Martin
Pour les articles homonymes, voir Martin.
Compléments
Comtesse du Canard enchaîné depuis 1984
Blog sur Mediapart
Joël Martin, né le 20 septembre 1941, est un écrivain et humoriste français.

## Biographie
Ancien élève de l’École normale supérieure (promotion sciences 1962), titulaire d'un DEA de physique nucléaire à l'Université Paris-Sud en 1969, il a été chercheur en physique photonucléaire au Département d'astrophysique, de physique des particules, de physique nucléaire et de l'instrumentation associée (DAPNIA), puis à l'Institut de recherche sur les lois fondamentales de l'univers (IRFU), du Commissariat à l'énergie atomique, à Saclay.
Expert en contrepèteries, il a repris à la mort de Luc Étienne, en 1984, la rédaction de la rubrique Sur l'Album de la Comtesse dans Le Canard enchaîné. Il est l'auteur de nombreux livres sur le sujet. Cette seconde spécialité se mêle parfois à la première : les articles de Joël Martin dans ScintillationS, le journal de l'IRFU, contiennent parfois des contrepèteries, comme ce titre d'un éditorial : « Un beau message spatial ».
Il tient sur Mediapart un blog ou il mêle charades, énigmes, et évidemment contrepèteries, telles celle du 15 novembre 2019, où, à propos du département de la Haute-Loire, il évoque « la ville de Sainte-Sigolène, qui aurait, dit-on, soulagé bien des peines ».
Il est aussi musicien amateur, clarinettiste dans l'orchestre d'harmonie de l'Association filharmonique [sic] des résidents et étudiants des Ulis, Bures et Orsay (AFREUBO)[re-sic] et pianiste.

## Œuvres
- Manuel de contrepet, l'art de décaler les sons  (préf. Yvan Audouard, ill. Cabu), Albin Michel, 1986, 328 p. (ISBN 978-2-226-02125-0)
- Sur l'album de la Comtesse (1979-1987), Albin Michel, 1988 (ISBN 978-2-226-03198-3)
- Le Contrepêtisier, Paris, Presses de la Cité, coll. « Hors collection », 1992, 127 p. (ISBN 2-258-03580-5)
- Le Dico de la contrepèterie, Seuil, 1997, 537 p. (ISBN 978-2-02-030408-5)
- Sur l'album de la ContesTe, Albin Michel, 1997 (ISBN 978-2-226-09455-1)
- La Bible du contrepet, Paris, R. Laffont, coll. « Bouquins », 2003, 938 p. (ISBN 2-221-09700-9)
- Le Petit Livre des contrepèteries, vol. 1, Paris, First, 2005, 159 p. (ISBN 978-2-7540-0474-9)
- La Contrepèterie, Paris, PUF, coll. « Que sais-je ? », 2005, 126 p. (ISBN 2-13-053965-3)
- Le Petit Livre des contrepèteries, vol. 2, Paris, First, 2007, 159 p. (ISBN 978-2-7540-0090-1 et 2-7540-0090-9)
- Le Contrepet témoin de son temps, Paris, First, 2008, 300 p. (ISBN 978-2-7540-0838-9)
- Le Petit Livre des contrepèteries : ou comment pratiquer l'art de décaler les sons, vol. 3, Paris, First, 2010, 158 p. (ISBN 978-2-7540-1775-6)
- Les Soupers d'un grand Palace, Paris, Albin Michel, 2011, 340 p. (ISBN 978-2-226-23858-0), en collaboration avec le Docteur Marc Lagrange.
- 365 jours de contrepet, First Editions, 2017, 736 p. (ISBN 978-2-412-02925-1)
- Sur l'album de la Comtesse, 30 ans de contrepèteries politiques parues dans le Canard Enchaîné, First Editions, 2019
- Le Livre des contrepèteries olympiques, L'Opportun, 2024, 159 p.

### Littérature d'enfance et de jeunesse
Les ouvrages suivants sont illustrés par Rémy Le Goistre.
- La Vie des mots : L'ami des veaux, Albin Michel, 1993
- L’Art des mots : L’eau des mares, Albin Michel, 1994, 33 p. (ISBN 978-2-226-07069-2)
- Contrepétarades, Seuil, coll. « Petit Point », 1994
- Contrepétines, Albin Michel, 1996, 30 p. (ISBN 978-2-226-08963-2)
- Des prénoms fous, fous, fous, Paris, Albin Michel, 2000, 35 p. (ISBN 2-226-11216-2, BNF 37181247)